# Donji Kraljevec
Donji Kraljevec je vesnice a opčina v Chorvatsku, v Mezimuřské župě. V roce 2001 zde žilo 4 931 obyvatel. Opčina se skládá ze 6 vesnic. V samotném Donjim Kraljevci žije 1 694 obyvatel.

## Části opčiny
- Donji Hrašćan
- Donji Kraljevec
- Donji Pustakovec
- Hodošan
- Palinovec
- Sveti Juraj u Trnju